# Manieryzm

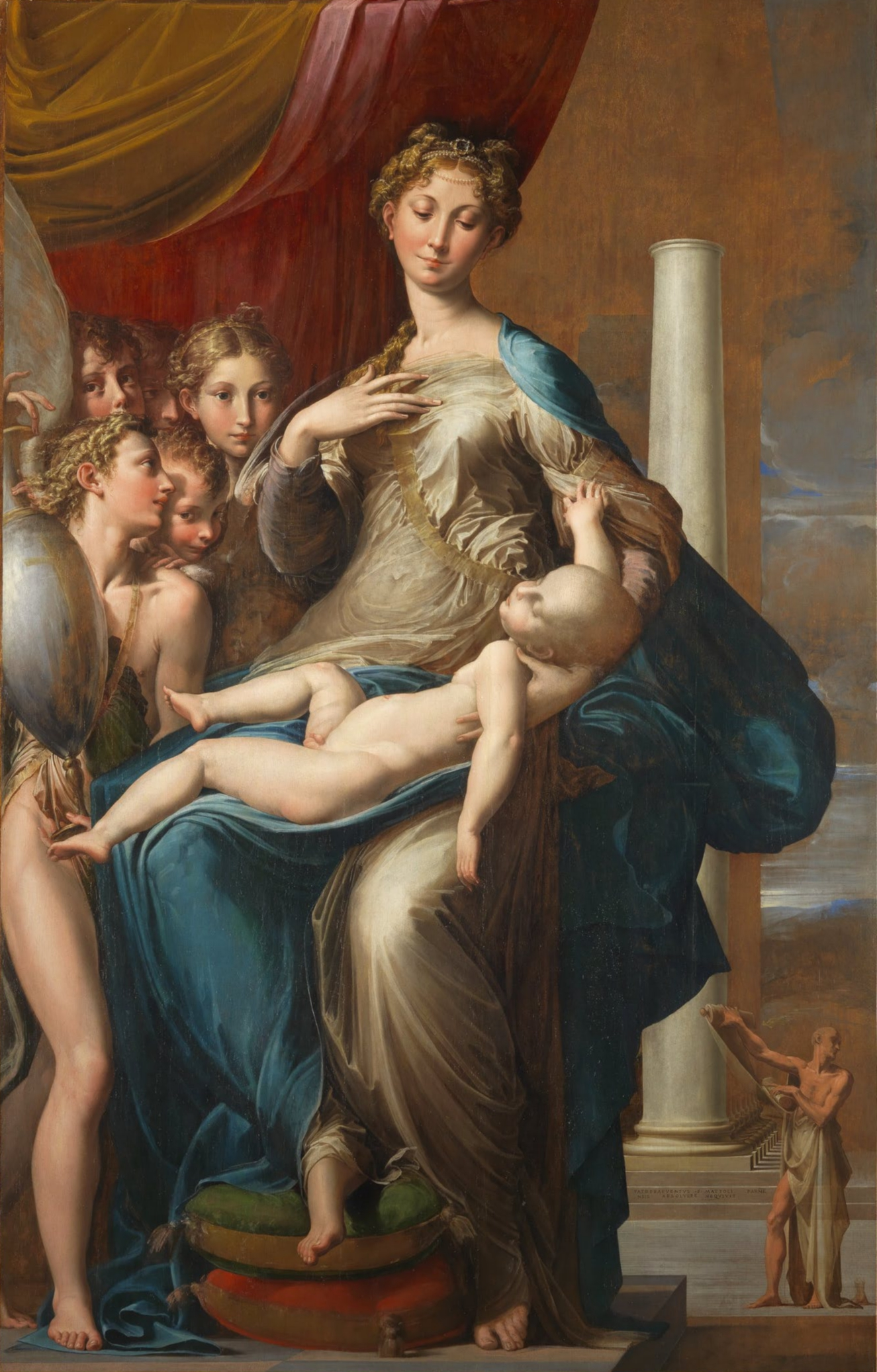
Parmigianino, Madonna z długą szyją, 1534–1540

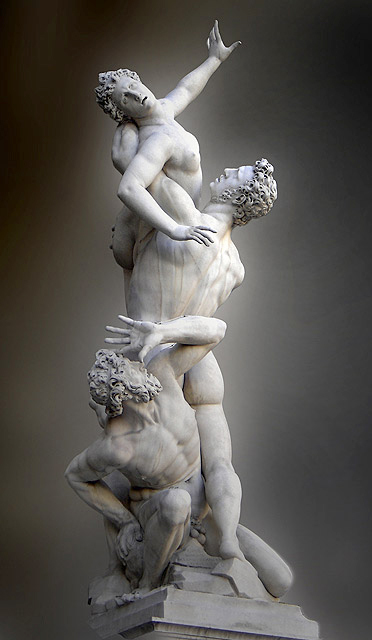
Giambologna, Porwanie Sabinek, 1574–1582

Manieryzm – termin, którym określa się zjawiska w sztuce europejskiej XVI wieku. Dyskusyjne pozostają zarówno sam termin, jak i jego zakres oraz geneza zjawiska nim określanego. Najogólniej poprzez pojęcie to rozumie się styl, występujący w okresie od ok. 1520 do końca XVI wieku i charakteryzujący się dążeniem do doskonałości formalnej i technicznej dzieła, a także wysubtelnieniem, wyrafinowaniem, wykwintnością i swobodą form.
Manieryzm najpierw pojawił się we Włoszech (Rzym, potem Florencja, Padwa) i szybko rozpowszechnił się w Europie (Francja – szkoła z Fontainebleau, Praga, Gdańsk, Toledo). Nurt ten współistniał z różnymi tendencjami, czasami stojącymi na pograniczu z manieryzmem, takimi jak weneckie malarstwo kolorystyczne (Tycjan, Veronese), klasycyzm (Andrea Palladio), tenebryzm w (północnych Włoszech) i różne lokalne nurty w ramach renesansu (np. Peter Bruegel). W Polsce manieryzm przyswoił się stosunkowo słabo.

## Problem pojęcia, odbioru i cech
Nazwa manieryzm wywodzi się od włoskiego słowa maniera, a to z kolei z łacińskiego manus (ręka) i pierwotnie oznaczało specyficzne cechy, styl twórczości jakiegoś artysty. W przeciwieństwie do dzisiejszego rozumienia maniery i manieryzacji jako zjawisk o zabarwieniu pejoratywnym, w XVI wieku maniera oznaczała pożądaną cechę czy wręcz zaletę. Słowo to zostało zapożyczone z literatury poświęconej ogładzie towarzyskiej, w której oznaczało dodatnią cechę bycia. W tym też kontekście przeszło do języka francuskiego, gdzie la manière otrzymało znaczenie zbliżone do savoir-vivre. Wraz z końcem XVI wieku nasilała się tendencja do kwestionowania maniery rozumianej jako stylizacja.
Nazwa całego okresu pochodzi zatem od cechy (czyli maniery), którą wówczas uważano za pożądaną, a którą po upływie tego czasu uznano za najbardziej charakterystyczny przejaw minionej epoki. Pod tym pojęciem nasycenia manierą rozumiano zespół cech, takich jak brak brutalności i napięcia, obecność wysubtelnienia, wyrafinowania, pewnej „sztuczności”, nienaturalnego piękna. Na wartość dzieła sztuki wpływały także, według ówczesnych koncepcji, komplikacje, jakie stawiał sobie artysta w celu ich przezwyciężenia. Ta wykwintna niedbałość i wdzięk w pokonywaniu trudności zyskała nazwę sprezzatura, użytą po raz pierwszy przez Baldassare Castiglione w dziele Il Cortegiano, 1528 (Dworzanin). Istotne były także zaskoczenie widza, zastosowanie nietypowych rozwiązań, iluzja i fantazja. Zerwano z wymogiem ścisłego przestrzegania klasycznych reguł, klasycznej harmonii i ładu na rzecz dążenia do skomplikowanych układów.
Późniejsi krytycy sztuki (od XVII do XIX wieku) sztukę tego okresu uznawali za zwyrodniałą i zepsutą. Dopiero badania prowadzone w ramach historii sztuki doprowadziły około 1920 roku do zrozumienia, że tak surowe potępienie nie było słuszne.
Sam termin manieryzm po raz pierwszy został użyty przez Luigi Lanziego w 1792 roku. Jego definicja do dziś sprawia kłopoty.

## Dzieje manieryzmu

### Geneza
Podobnie jak problematyczna jest definicja pojęcia manieryzm, tak niejasna i szeroko dyskutowana jest kwestia genezy samego zjawiska. Przede wszystkim należy zauważyć, że zmiany stylu nie były gwałtowne, ale przebiegały stopniowo i wyrastały na dość złożonym podłożu. W wielu opracowaniach genezy dopatruje się w upadku intelektualnym i kulturalnym, wywołanym przez burzliwe czasy pierwszej połowy XVI wieku. Manieryzm widzi się zatem jako odbicie zachodzących przemian i niepokoju. Inni badacze zauważają jednak, że także i w innych okresach i miejscach zachodziły podobne kryzysy, a mimo to nie wpływało to tak znacząco na twórczość artystyczną. Trudno jest też ich zdaniem stwierdzić, jak bieżące wydarzenia polityczne, ekonomiczne czy religijne mogły wpływać na styl w sztuce.
Manieryzm swoimi korzeniami sięga do dojrzałego renesansu i wbrew powszechnym opiniom nie był reakcją czy buntem wobec niego. Było to raczej przedłużenie jego zdobyczy. Manieryzm bowiem z samej definicji to przesadne wydoskonalenie, z czego wniosek, że musiał wyrosnąć na gruncie wcześniejszego okresu, który tę doskonałość już osiągnął. Pewne zapowiedzi tego stylu obserwuje się od początku XVI wieku w dziełach choćby Michała Anioła, Rafaela czy Giorgione.

#### Wpływ kryzysu intelektualnego
Lata 20. i 30. XVI wieku przyniosły wydarzenia, które wstrząsnęły nie tylko Włochami, ale całym światem zachodniej kultury, przynosząc ludziom zwątpienie oraz utratę wiary w prawdziwość optymistycznej i harmonijnej wizji świata, w którą wierzyła epoka renesansu.
W 1517 roku wraz z wystąpieniem Marcina Lutra nastąpił rozłam Kościoła łacińskiego, traktowanego dotąd jako strażnika jedynej, niepodzielnej Prawdy. W Europie wzbierała fala protestantyzmu, która wstrząsnęła autorytetem papiestwa oraz europejskim światopoglądem. Średniowieczna w swym rodowodzie wizja jednej Europy spajanej więzami chrześcijaństwa, legła w gruzach. Z czasem wzrastająca popularność nowego wyznania pociągnęła za sobą niepokoje i wojny religijne.
W 1527 roku Wieczne Miasto Rzym zostaje w ciągu jednego dnia zdobyte przez katolicko-protestanckie wojska Cesarza Karola V (Sacco di Roma). Miasto, będące przez ostatnie 3 dekady siedzibą największych renesansowych mistrzów, zostaje spalone i złupione przez żołnierzy. Plądrowanie trwa do lutego 1528 r. Spłonęło wiele budynków, liczne dzieła sztuki zostały bezpowrotnie stracone. Świat Zachodu odebrał to wydarzenie ze zgrozą, widząc w nim kres epoki humanizmu. Po zniszczeniu Rzymu wielu artystów wyjechało z miasta, by już nigdy nie powrócić.
Powstanie manieryzmu związane jest również z kryzysem wartości i ideałów, w jakie wierzyli artyści epoki renesansu. Po mistrzowskich dokonaniach wielkich twórców przełomu XV i XVI wieku, artystów ogarnęło przygnębienie z powodu braku wiary w możliwość dalszego tworzenia; panowało przeświadczenie, że po osiągnięciu renesansowej doskonałości możliwy jest już tylko upadek. Do powstania takiej postawy przyczyniło się między innymi dzieło Giorgio Vasariego (1511-1574) Żywoty najsławniejszych malarzy, rzeźbiarzy i architektów, w którym autor dowodzi, iż sztuka renesansu – zapoczątkowana przez Giotta i rozwinięta przez Leonarda da Vinci – znalazła swoją pełnię, a zarazem i kres w twórczości Michała Anioła. Ten brak wiary w siły twórcze człowieka najpełniej chyba wyraża dzieło, uznane przez niektórych za emblemat epoki manieryzmu – Melancholia I Albrechta Dürera. Artyści utracili też wiarę w sztukę jako narzędzie umożliwiające poznanie świata i odwzorowywanie rzeczywistości; renesansowy optymizm i radość tworzenia zastąpione zostały przez niepokój i zwątpienie.
Sztuka manieryzmu wyrastająca z tak pesymistycznego światopoglądu, zamiast renesansowej harmonii i ładu wprowadziła dramatyzm i chaos. W miejsce jasnych i czytelnych kompozycji renesansowych manieryzm zastosował ekspresyjne, dynamiczne i skłębione układy postaci. Malarstwo oraz architekturę tego okresu cechowało horror vacui, lęk przed pustką.

#### Zapowiedź manieryzmu:Sąd Ostateczny

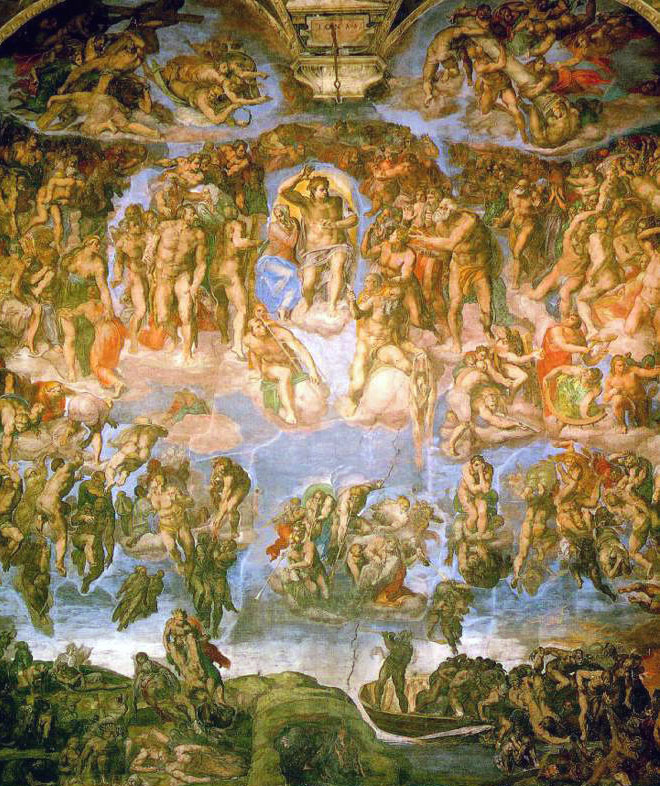
Michał Anioł, Sąd Ostateczny, fresk na ścianie ołtarzowej Kaplicy Sykstyńskiej (1534-1541)

Pewne symptomy manieryzmu można odnaleźć w późnych dziełach Michała Anioła. Po powrocie do Rzymu w 1534 r. dzieła artysty stają się coraz bardziej niespokojne, dramatyczne, tchnące niepokojem. Obrazem noszącym wiele cech manierystycznych jest w szczególności Sąd Ostateczny (1534-1541), olbrzymi fresk na ścianie ołtarzowej Kaplicy Sykstyńskiej. W 24 lata od ukończenia monumentalnych malowideł na jej sklepieniu, Michał Anioł powrócił by samotnie, bez pomocy uczniów, stworzyć gigantycznych rozmiarów (13,7 x 17,2 m) wizję totalnej zagłady. W tym patetycznym dziele renesansowy spokój, wyważenie i harmonia są praktycznie nieobecne.
Fresk przedstawia chaotyczny rój wijących się ciał przerażonych ludzi. W centralnej części artysta umieścił surową postać Chrystusa, przedstawionego niczym muskularny hellenistyczny posąg, bezwzględnie strącającego w otchłań grzeszników. U jego boku widnieje skulona Maryja; zrezygnowała ze wstawiennictwa u swego Syna, z boleścią odwracając twarz od obrazu cierpienia. Niemal całą powierzchnię fresku wypełniają nagie ciała – z prawej strony opadają potępieni, z lewej powoli wznoszą się ku niebu zbawieni. Pesymistyczny wyraz dzieła dopełnia fakt, że zwisająca bezwładnie z ręki św. Bartłomieja ludzka skóra to autoportret samego Michała Anioła.
W przeciwieństwie do większości dzieł renesansowych w Sądzie Ostatecznym brak perspektywy zbieżnej. Charakterystyczne są również zdumiewający natłok postaci oraz ich dynamizm. Wszystkie te cechy odnaleźć można później w licznych obrazach twórców manierystycznych.

### Narodziny i rozpowszechnienie

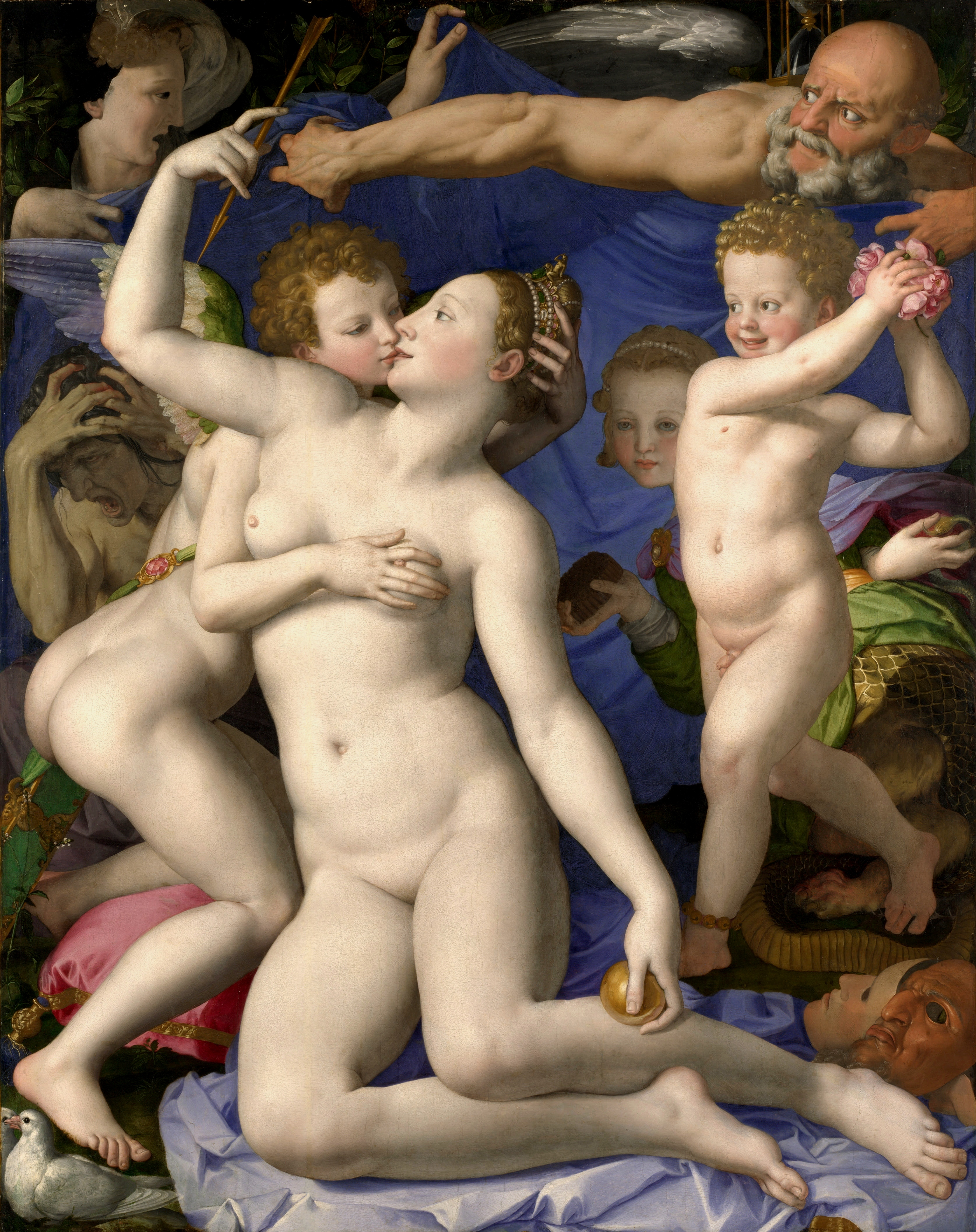
Agnolo Bronzino, Alegoria z Wenus i Kupidynem, 1540-1545

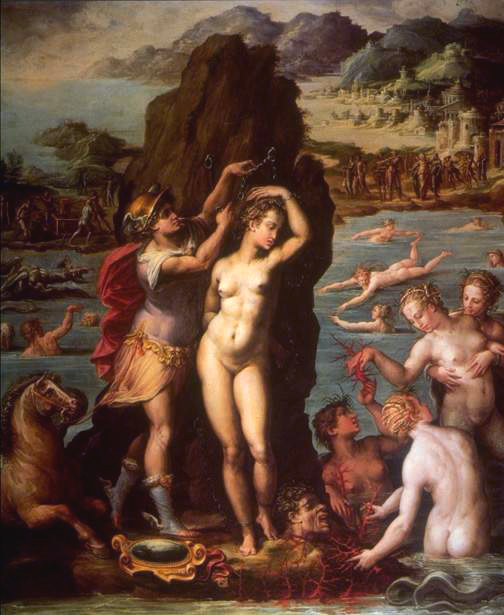
Giorgio Vasari, Perseusz i Andromeda, 1570

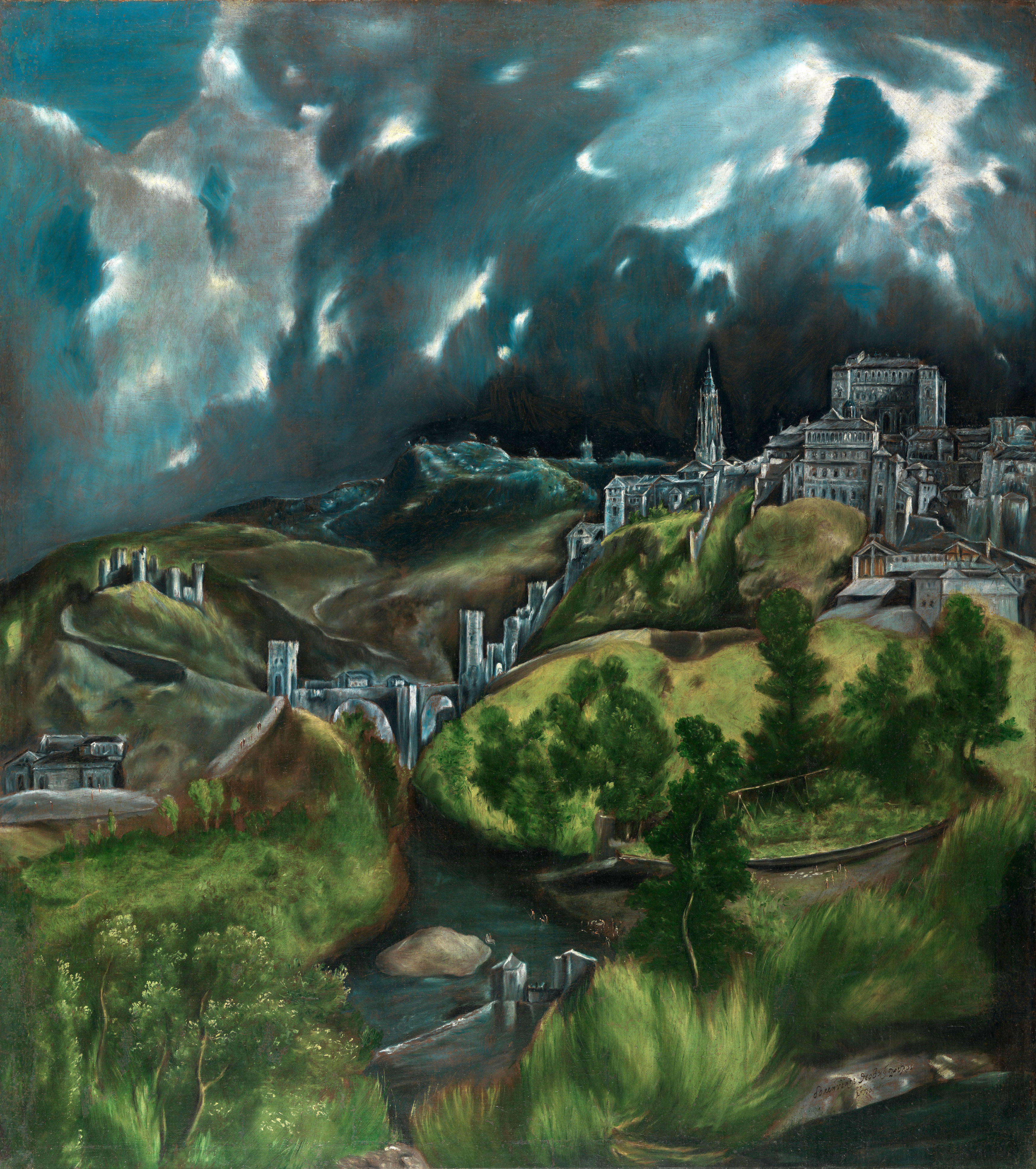
El Greco, Widok Toledo (1596-1600)

Po śmierci Rafaela i wyjeździe Michała Anioła do Florencji w Rzymie prymat artystyczny zdobyła grupa młodych artystów, w których dziełach około 1520 pojawiło się po raz pierwszy to, co obejmowane jest dziś pojęciem manieryzmu. Należeli do nich m.in. Polidoro da Caravaggio, Perino del Vaga, Parmigianino, Rosso Fiorentino. Dzięki podróżom tych artystów, spowodowanym między innymi zarazą z 1522 roku, niesprzyjającym sztuce pontyfikatem Hadriana VI i złupieniem Rzymu w 1527, jeszcze w latach 20. XVI wieku Perino del Vaga nowy styl zaszczepił we Florencji, Giulio Romano w Mantui, Polidoro da Caravaggio w Neapolu, a Rosso w środkowych Włoszech, Wenecji i od 1530 we Francji. Na rozpowszechnienie manieryzmu wpływały także współpraca artystów z rytownikami oraz masowa produkcja kopii rzeźb. W efekcie ten włoski styl przeniósł się poza granice kraju i doczekał się miejscowych adaptacji. We Francji panował od lat 40. XVI wieku, czyli działalności Jeana Goujona. Współtworzyli go także Philibert Delorme, Germain Pilon i Jacques du Cerceau starszy. W Niderlandach manieryzm pojawił się około 1580 w Haarlemie, zwłaszcza w dorobku Hendrika Goltziusa. W Anglii manieryzm był reprezentowany przez niewielką liczbę dzieł. W Niemczech ważne ośrodki powstały w Augsburgu i Monachium; do czołowych artystów należeli Hubert Gerhard i Adriaen de Vries. Twórczość El Greca, choć ze względu na swoje formy jest powszechnie zaliczana do tego nurtu, w swoim dążeniu do ekspresji i gwałtowności stoi na pograniczu tego stylu.
We Włoszech styl manierystyczny rozwijali malarze: Agnolo Bronzino, Giorgio Vasari, Taddeo Zuccaro, Federico Zuccaro i rzeźbiarze: Giambologna i Benvenuto Cellini.
W końcu XVI wieku manieryzm zaczął być wypierany przez wczesny barok. Przybierająca na sile kontrreformacja potrzebowała stylu mniej sztucznego i wyrafinowanego, który byłby zdolny przekazać patos i dramatyzm oraz bardziej oddziaływać na uczucia niż intelekt.

## Malarstwo
Wśród ważniejszych cech specyficznych dla malarstwa manieryzmu, można wymienić brak realistycznego naśladowania natury, stosowanie wydłużonych proporcji ludzkiego ciała, rezygnacja z perspektywy zbieżnej lub przeciwnie – ekstremalne jej akcentowanie w nadnaturalnie długich sceneriach. Dzieła posiadały często alegoryczną wymowę z nagromadzeniem skomplikowanej symboliki.
Zrezygnowano z czytelnych i jasnych renesansowych kanonów kompozycyjnych, stosowano duże nagromadzenie postaci, sprawiające wrażenie natłoku. Koloryt często był arealny.
Ważniejsi malarze manieryzmu:
- Agnolo Bronzino (1503-1572) – portrecista nadworny rodu Medyceuszów, którego obrazy stały się szybko wzorcem dla malarstwa portretowego XVI-wiecznej Europy.
- Parmigianino (1503-1540) – Miękki styl Parmigianina wywodzi się z malarstwa Rafaela. Najbardziej znanym jego obrazem jest "Madonna z długą szyją" (1535 r.). Dzieło ukazuje Maryję o nienaturalnie wydłużonej postaci, trzymającą Dzieciątko sprawiające wrażenie martwego. Zagadkowa kolumnada w tle, nieproporcjonalnie mała postać Św. Hieronima, nienaturalnie stłoczone postacie aniołów z lewej strony oraz kompozycja przekątniowa obrazu dopełniają manierystycznego wyrazu dzieła.
- Tintoretto (1518-1594) – wenecki artysta, który pragnął połączyć "rysunek Michała Anioła i koloryzm Tycjana", o czym informował napis umieszczony w jego pracowni. Najbardziej znane dzieło to Ostatnia Wieczerza (1592-1594), obraz zdumiewający śmiałą skośną kompozycją, zdecydowanym światłocieniem oraz stonowaną paletą kolorów.
- El Greco (1541-1614) – pochodzący z Krety, a tworzący w Hiszpanii artysta, którego malarstwo cechuje niezwykła kolorystyka. El Greco podzielał średniowieczny pogląd o boskiej naturze światła (znał i posiadał teksty filozofów i ojców Kościoła), co w jego obrazach przyjęło formę "malowania światłem". Na płótnach El Greca kontur niemal zanika, a obraz staje się grą plam barwnych, często zestawionych w szokujący sposób.

## Rzeźba

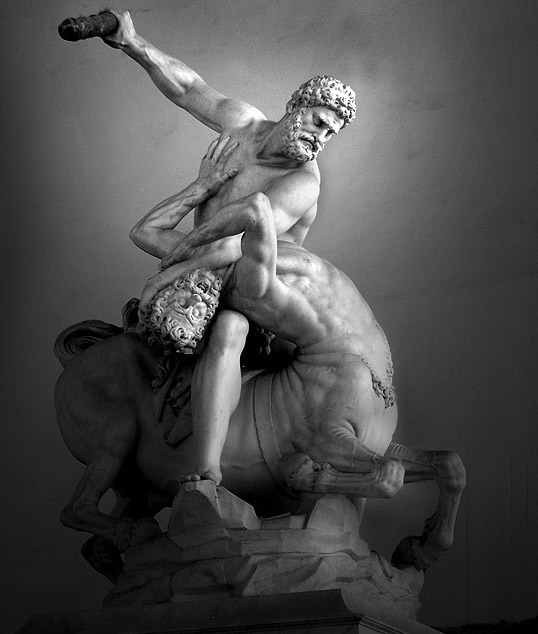
Giambologna, Herkules i Nessos, 1599

Rzeźba podlegała analogicznym zabiegom stylistycznym jak malarstwo. Podobnie jak w architekturze, wczesne przejawy manieryzmu dostrzec można w rzeźbach Michała Anioła, przede wszystkim w gwałtownie skręconych figurach Nocy i Dnia z grobowca Guliana de Medici we Florencji.
W pełni wykształcony manieryzm reprezentują prace Benvenuta Celliniego (1500–1571), florenckiego złotnika i rzeźbiarza. Jest autorem m.in. Perseusza z głową Meduzy (1557), który trzymając odciętą, ociekającą krwią głowę Meduzy, depcze jej nienaturalnie wygięte ciało. Słynnym dziełem Celliniego jest Złota solniczka (1540–1543) dla króla Francji Franciszka I Walezego, ozdobiona figurą Neptuna i personifikacją Ziemi oraz alegoriami czterech pór roku.
Prawdziwym wirtuozem manierystycznych form był Giovanni da Bologna (Giambologna) (1529–1608). Podejmował tematy historyczne i alegoryczne (Zwycięstwo Cnoty nad Występkiem). W dynamicznych rzeźbach poszukiwał nowych, niezwykłych rozwiązań kompozycyjnych, w których widać tendencje do niepokojenia widza. Szczególnie uznanie zdobyło Porwanie Sabinek (1582). Wykorzystując schemat ruchu spiralnego, artysta w sposób niezwykle kunsztowny, złączył trzy postacie w taki sposób, że żaden widok rzeźby nie zaspokaja w pełni ciekawości oglądającego. Każdy punkt widzenia ukazuje tylko jakąś część przedstawionych figur, zmuszając widza do obejścia rzeźby, do ruchu.

## Manieryzm w Polsce
Sztuka manieryzmu trafiła w Rzeczypospolitej Obojga Narodów na podatny grunt kultury sarmackiej. Bogata polska szlachta traktowała sztukę jako źródło dekoracji i dodawania splendoru swym siedzibom, którą to potrzebę zapewniał im manieryzm. W połączeniu z wielkimi magnackimi fortunami, jakie pod koniec XVI w. powstawały w Polsce, sztuka manieryzmu miała zapewnione idealne warunki rozwoju. W architekturze typowe dla manieryzmu było dublowanie akcentów - dwa dekoracyjne portale, dwie wieże na skrajach, dwa szczyty.
Manieryzm był w Polsce stylem importowanym głównie przez artystów włoskich (Santi Gucci, Wawrzyniec Senes, Bernardo Morando), oraz niderlandzkich (Antoni van Opberghen). Jego najsilniejszy rozwój przypada na koniec XVI i pierwszą połowę XVII wieku.
W polskiej architekturze przykładami manieryzmu są: domek loretański w Gołębiu, Brama Złota w Gdańsku i Wielka Zbrojownia w Gdańsku, kaplica Boimów we Lwowie. W sztuce sepulkralnej są to: nagrobek Firlejów w Bejscach, nagrobek Katarzyny Ossolińskiej w kościele św. Jacka w Warszawie i nagrobek Ostrogskich w katedrze w Tarnowie.

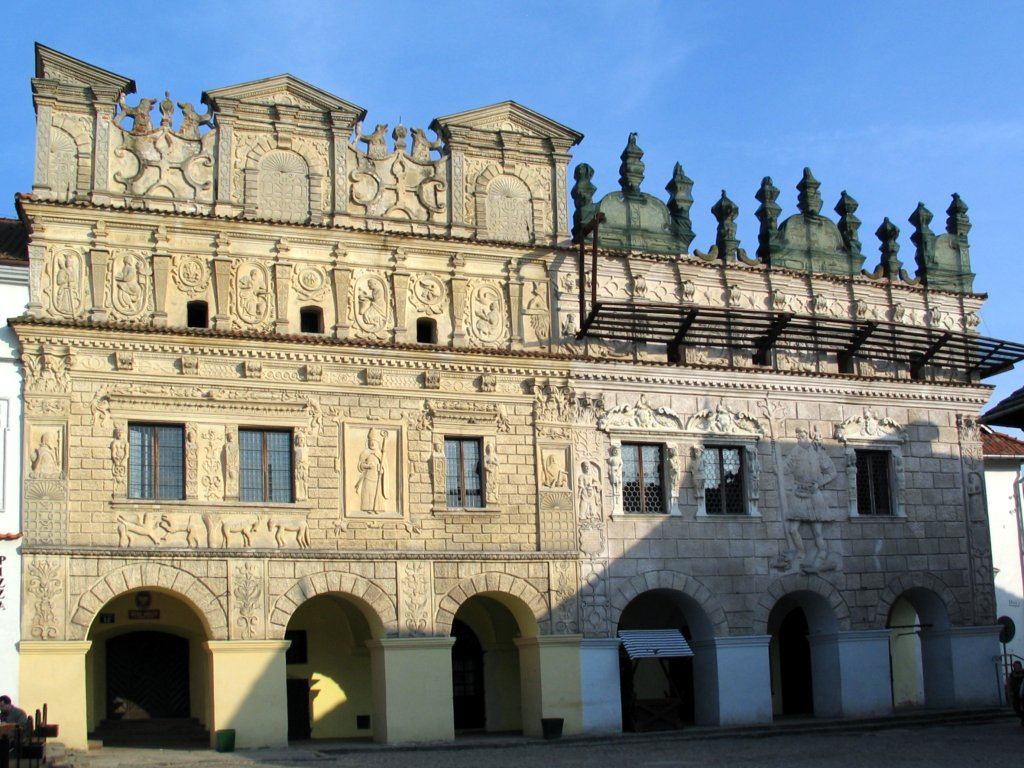
Kamienice Przybyłów w Kazimierzu Dolnym
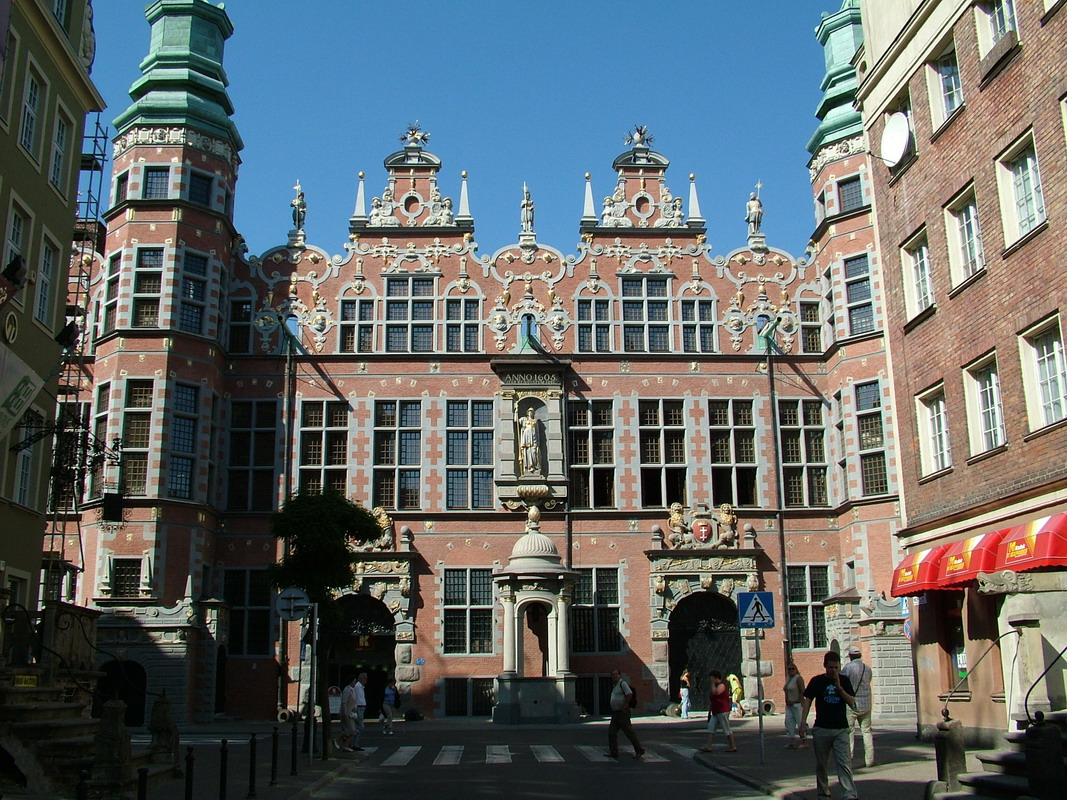
Wielka Zbrojownia w Gdańsku, 1602–1605
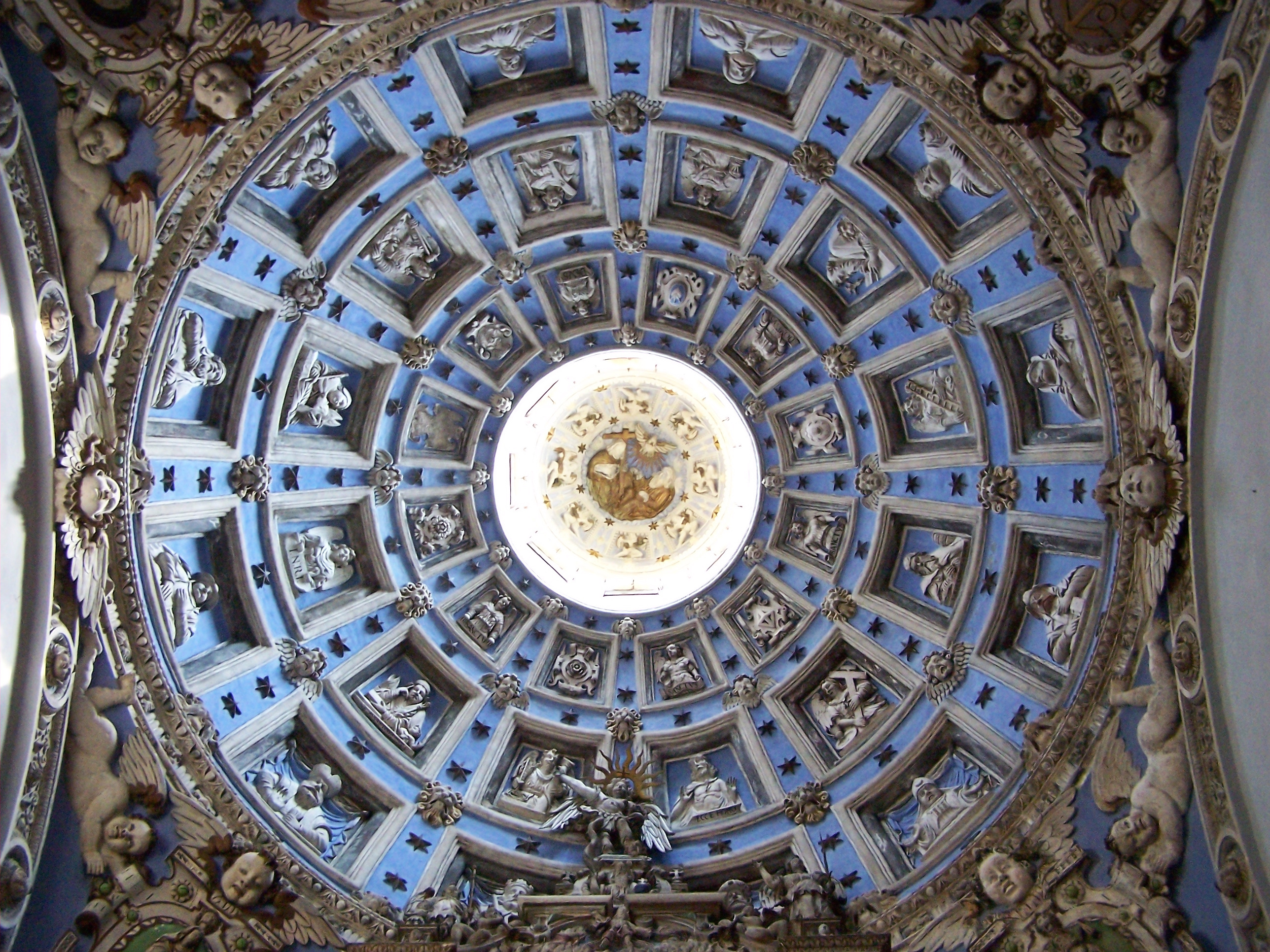
Kaplica Boimów we Lwowie, 1609–1611